# El Aquelarre (1798)
El Aquelarre, também conhecido como Sabá das Bruxas, é um dos pequenos quadros que pintou Francisco de Goya entre 1797 e 1798 para o palácio de recreio dos Duques de Osuna, em sua fazenda na Alameda de Osuna (hoje Parque do Capricho), então nos arredores de Madrid, perto da povoação de Barajas. Mais tarde, após 1928, José Lázaro Galdiano comprou-o para sua coleção particular e atualmente faz parte da coleção de pinturas da Fundación Lázaro Galdiano.

## Análise do quadro
A tela mostra um ritual de aquelarre, presidido pelo Grande Bode, uma das formas que toma o demônio, no centro da composição. Em torno a ele aparecem bruxas anciãs e novas que o alimentam com crianças (uma crença da época). No céu, de noite, brilha a lua e vêem-se aves noturnas (que poderiam ser morcegos). Na série da qual faz parte encontram-se também outros cinco quadros de similar temática e dimensões, que são: Vuelo de brujas (Museu do Prado), El Conjuro (museu Lázaro Galdiano), La cocina de los brujos (coleção privada, México), El hechizado por la fuerza (Galeria Nacional de Londres) e El convidado de piedra (hoje em paradeiro desconhecido).
A cena pertence à estética do Sublime Terrível, caracterizada pela preceitiva artística da época também no pré-romantismo literário e musical e que tem seu paralelo no "Sturm und Drang" alemão. Tratava-se de provocar um desassossego no espectador com o caráter de pesadelo. Neste quadro e na série à que pertence acentuam-se os tons escuros de uma paisagem noturna. No momento da execução desta série, Goya trabalhava nos Caprichos, sua série de 80 gravuras. O tema de bruxaria era popular entre os iluminados espanhóis amigos do pintor; entre eles Leandro Fernández de Moratín.